# Sophie Blanchy
Pour les articles homonymes, voir Blanchy.
Sophie Blanchy, née en 1950 à Bordeaux, est une ethnologue française spécialisée dans l'étude anthropologique des populations de l'Archipel des Comores et de Madagascar. 

## Biographie
Doctorant en 1988, HDR en 1995, elle est membre du CNRS depuis 1996.
Elle est directeur adjoint du Laboratoire d'ethnologie et de sociologie comparative (LESC), dont elle est membre depuis 2001, ainsi que directeur de recherche au CNRS depuis 2009.